# Christian Gross
Christian Jürgen Gross (Zúrich, Suiza, 14 de agosto de 1954) es un exfutbolista y entrenador suizo. Actualmente está sin club.
Como entrenador, ganó un total de ocho campeonatos y cinco Copas Suizas con el Grasshopper Club Zúrich y el FC Basilea entre 1994 y 2008. Gross, que también trabajó para el VfB Stuttgart, el Tottenham Hotspur y el BSC Young Boys, ganó por última vez el Campeonato de Arabia Saudí en 2016 con el Al-Ahli SFC.

## Biografía

### Jugador
Christian Gross comenzó su carrera futbolística en un club de su ciudad natal, el Grasshopper-Club Zürich, equipo con el que ganó un título (la Copa de la Liga de Suiza) y en el que militó hasta 1975. Después de cinco años en Suiza (tres en el Lausanne Sports y dos en el Neuchâtel Xamax FC) emigró en 1980 a Alemania para jugar con el VfL Bochum. En este equipo permaneció dos temporadas disputando 29 partidos de liga en los cuales marcó cuatro goles. Después de esta etapa regresa a Suiza para jugar con el FC St. Gallen, con el AC Lugano y con el Yverdon-Sport FC, equipo en el que se retiró.

### Entrenador
Empezó entrenando en 1988 al FC Wil, un modesto equipo que por aquel entonces militaba en la 2. Liga interregional (cuarta categoría). Durante esta etapa consiguió el ascenso a la Challenge League.
En 1993 fichó por el Grasshopper-Club Zürich. En su primer año se proclama campeón de la Copa de Suiza. Con este equipo conquista dos veces el título de Liga en 1995 y 1996. Después de ganar el campeonato en 1995, sería también recordado por guiar al Grasshopper a la Liga de Campeones como el primer representante de Suiza en el nuevo formato de la competición.
En 1997 se marchó a Inglaterra a sentarse en el banquillo del Tottenham Hotspur, aunque solo duró en el cargo 9 meses debido a los malos resultados del equipo.
En 1 de julio de 1999 firmó un contrato con el FC Basilea. Con este equipo ha conseguido varios títulos: cuatro Ligas, cuatro Copas de Suiza, una Uhrencup y una Copa de los Alpes. Además realizó un gran papel en la Liga de Campeones de la UEFA 2002-03, donde derrotó a rivales fuertes (Juventus, Celtic, Spartak de Moscú, Deportivo de La Coruña, etc.) y llegó a la segunda ronda de grupos.
En 6 de diciembre de 2009 firmó un contrato con el VfB Stuttgart.

## Selección nacional
Ha sido internacional con la selección de fútbol de Suiza en una ocasión. 

## Clubes

### Como jugador
| Club                    | País     | Año       |
| ----------------------- | -------- | --------- |
| Grasshopper-Club Zürich | Suiza    | 1972-1976 |
| Lausanne Sports         | Suiza    | 1976-1978 |
| Neuchâtel Xamax FC      | Suiza    | 1978-1980 |
| VfL Bochum              | Alemania | 1980-1982 |
| St. Gallen              | Suiza    | 1982-1985 |
| AC Lugano               | Suiza    | 1985-1987 |
| Yverdon-Sport FC        | Suiza    | 1987-1988 |

### Como entrenador
| Club                    | País           | Año       | PJ          | PG          | PE          | PP          | Efectividad |
| ----------------------- | -------------- | --------- | ----------- | ----------- | ----------- | ----------- | ----------- |
| FC Wil                  | Suiza          | 1988-1993 | Desconocido | Desconocido | Desconocido | Desconocido | Desconocido |
| Grasshopper-Club Zürich | Suiza          | 1993-1997 | 194         | 105         | 51          | 38          | 62.88%      |
| Tottenham Hotspur       | Inglaterra     | 1997-1998 | 30          | 10          | 8           | 12          | 42.22%      |
| Basilea                 | Suiza          | 1999-2009 | 498         | 289         | 115         | 94          | 65.73%      |
| VfB Stuttgart           | Alemania       | 2009-2010 | 36          | 20          | 7           | 9           | 62.04%      |
| BSC Young Boys          | Suiza          | 2011-2012 | 36          | 14          | 13          | 9           | 50.93%      |
| Al-Ahli                 | Arabia Saudita | 2014-2016 | 83          | 58          | 19          | 6           | 77.51%      |
| Al-Ahli                 | Arabia Saudita | 2016-2017 | 37          | 24          | 6           | 7           | 70.27%      |
| Zamalek SC              | Egipto         | 2018-2019 | 51          | 30          | 14          | 7           | 67.97%      |
| Al-Ahli                 | Arabia Saudita | 2019-2020 | 16          | 10          | 2           | 4           | 66.67%      |
| FC Schalke 04           | Alemania       | 2020-2021 | 11          | 1           | 2           | 8           | 15.15%      |
| Zamalek SC              | Egipto         | 2024-2025 | 14          | 9           | 3           | 2           | 71.43%      |
| Total                   | Total          | Total     | 1005        | 569         | 240         | 196         | 64.58%      |

## Títulos

### Como jugador
- 1 Copa de la Liga de Suiza (Grasshopper, 1975)

### Como entrenador
- 6 Ligas de Suiza (Grasshopper, 1995 y 1996; FC Basilea, 2002, 2004, 2005 y 2008)
- 5 Copas de Suiza (Grasshopper, 1994; FC Basilea, 2002, 2003, 2007 y 2008)
- 2 Uhrencup (FC Basilea, 2008; VfB Stuttgart, 2010)
- 1 Copa de los Alpes (FC Basilea, 2003)